# Socialisme
El socialisme és un conjunt de doctrines en oposició a l'individualisme, que propugnen una reforma radical de l'organització de la societat per la supressió de les classes socials mitjançant la col·lectivització dels mitjans de producció i de canvi de la de distribució de la riquesa, així com les teories i moviments polítics associats amb ells.
La propietat social pot fer referència a formes de propietat estatal, col·lectiva o mitjançant una cooperativa, entre d'altres. Hi ha diverses maneres de dur a terme el socialisme i no existeix una única definició que les incorpori totes, tot i que la socialització de la propietat és l'element comú en totes elles.
Els sistemes econòmics socialistes es poden dividir en sistemes de mercat o no mercantils. El socialisme no comercial implica la substitució del mercat i dels diners, amb criteris tècnics i d'enginyeria, basats en el càlcul en espècies, produint així un mecanisme econòmic que funcioni segons unes lleis econòmiques diferents de les del capitalisme. El socialisme no mercantil vol evitar les ineficiències i les crisis econòmiques associades tradicionalment a l'acumulació de capital i al sistema de beneficis.
Per contra, el socialisme de mercat conserva l'ús dels preus monetaris, els mercats i, en alguns casos, el benefici, pel que fa al funcionament de les empreses de propietat social i l'assignació de béns de capital entre ells. Els beneficis generats per aquestes empreses serien controlats directament per la força laboral de cada empresa, o s'acumulen a la societat en general en forma de dividend social. El debat socialista del càlcul analitza la viabilitat i els mètodes d'assignació de recursos per a un sistema socialista.
El moviment polític socialista inclou un conjunt de filosofies polítiques que es van originar en els moviments revolucionaris que van començar al segle xviii com a preocupació pels problemes socials associats amb el capitalisme. A més del debat sobre els mercats i la planificació, les varietats del socialisme es diferencien en la seva forma de propietat social, en com s'organitza la gestió de les institucions productives i el paper de l'estat en la construcció del socialisme.
Les dicotomies bàsiques inclouen reformisme versus socialisme revolucionari i socialisme estatal versus socialisme llibertari. La política socialista ha estat centralista i descentralitzada; internacionalista i nacionalista en orientació; organitzada a través de partits polítics i oposada a la política de partits; a vegades superposada amb sindicats i, en altres ocasions, independentment de i crítica amb els mateixos; i present tant en tota mena de països, independentment del seu nivell d'industrialització. Mentre que totes les tendències del socialisme es consideren democràtiques, el terme socialisme democràtic s'utilitza sovint per ressaltar l'elevat valor dels seus advocats per als processos democràtics en l'economia i el sistema polític democràtic, en general, per contrastar les tendències que poden ser percebudes com a antidemocràtiques en el seu enfocament. El socialisme democràtic s'utilitza amb freqüència per contrastar el sistema polític de la Unió Soviètica, on els crítics argumenten que fou una forma de govern autoritària.
A la fi del segle xix, després del treball de Karl Marx i Friedrich Engels, el socialisme va arribar a significar una oposició real al capitalisme i la defensa d'un sistema post-capitalista basat en alguna forma de propietat social dels mitjans de producció. Durant la dècada de 1920, la socialdemocràcia i el comunisme s'havien convertit en les dues tendències polítiques dominants dins del moviment socialista internacional. En aquest moment, el socialisme era considerat el moviment secular més influent del segle xx, en tot el món: Una ideologia política (o visió del món), un moviment polític ampli i dividit. Mentre que l'emergència de la Unió Soviètica va portar a l'associació generalitzada del socialisme amb el model econòmic soviètic, molts economistes i intel·lectuals van argumentar que a la pràctica el model funcionava com una forma d'economia capitalista d'estat, o una economia administrativa o d'ordre no planificada. Els partits socialistes i les seves idees continuen sent una força política amb diferents graus de poder i influència arreu del món, encapçalant governs nacionals en diversos països del món. Avui en dia, alguns socialistes també han adoptat les causes d'altres moviments socials, com l'Ecosocialisme, el feminisme socialista i el socialisme liberal.

## Etimologia
L'origen del terme socialisme pot ser atribuït a diversos oradors, a més, el terme ha patit importants canvis històrics pel que fa a l'ús i l'abast de la paraula. La paraula socialisme troba la seva arrel en el llatí sociare, que vol dir combinar o compartir. El terme més relacionat, més tècnic en la llei romana i, per tant, medieval, era societas. Aquesta última paraula podria significar germanor i comunió, així com una idea més legalista d'un contracte consensual entre els homes lliures.
El terme va ser creat per Henri de Saint-Simon, un dels fundadors del que posteriorment s'anomenaria socialisme utòpic. Simon va encunyar el socialisme com a contrast amb la doctrina liberal de l'individualisme, que va subratllar que la gent actua o ha d'actuar com si estiguessin aïllats els uns dels altres.
Els socialistes utòpics originals van condemnar l'individualisme liberal per no abordar les preocupacions socials durant la revolució industrial, incloent-hi la pobresa, l'opressió social i les desigualtats brutes en la riquesa, veient l'individualisme liberal com a societat degenerant en suport de l'egoisme que va ferir la vida comunitària a través de la promoció d'una societat basada en la competència. Presentaren el socialisme com una alternativa a l'individualisme liberal basat en la propietat compartida dels recursos, tot i que les seves propostes per al socialisme diferien significativament. Saint-Simon va proposar la planificació econòmica, l'administració científica i l'aplicació dels avenços científics moderns a l'organització de la societat. En canvi, Robert Owen va proposar l'organització de la producció i la propietat directament des de les cooperatives.
El terme socialisme també és atribuït a Pierre Leroux i a Marie Roch Louis Reybaud a França; al Regne Unit s'atribueix a Robert Owen el 1827, pare del moviment cooperativista.
La definició i l'ús modern del concepte socialisme es va establir a la dècada de 1860, convertint-se en el terme predominant entre el grup de paraules cooperativa, mutualista i associacionista', que abans s'havien utilitzat com a sinònims. El terme comunisme també va quedar fora d'ús durant aquest període, malgrat les primeres distincions entre el socialisme i el comunisme des de la dècada de 1840.
Una primera distinció entre el socialisme i el comunisme era que els primers tenien com a finalitat socialitzar la producció, mentre que els últims volien socialitzar tant la producció com el consum (en forma d'accés lliure als béns finals).
No obstant això, el 1888 els marxistes van emprar el terme socialisme en lloc de comunisme, que s'havia considerat com un sinònim antic del socialisme. No va ser fins a 1917 després de la revolució bolxevic que el socialisme es referia a una etapa diferent entre el capitalisme i el comunisme, introduït per Vladimir Lenin com un sistema per defensar la presa del poder bolxevic de les crítiques marxistes tradicionals, que deien que les forces productives de Rússia no estaven prou desenvolupades per a una revolució socialista.
Una distinció entre comunista i socialista com a descriptors d'ideologies polítiques diferents va sorgir el 1918 després que el Partit Laborista Socialdemòcrata Rus es reanomenés a si mateix com a Partit Comunista Rus, on els comunistes es referien específicament als socialistes que recolzaven la política i les teories de Leninisme, bolxevisme i posterior marxisme-leninisme, tot i que els partits comunistes continuaven descrivint-se com a socialistes dedicats al socialisme.
L'ús dels termes socialisme i comunisme sovint s'ha relacionat al rerefons cultural o religiós de cada país. A l'Europa catòlica, es creia que el comunisme era la forma de vida de l'ateisme. A l'Anglaterra protestant, la paraula comunisme era considerada massa cultural i fonamentalment propera al ritu de la comunió catòlica, d'aquí que els ateus anglesos es denominaven a si mateixos socialistes. Friedrich Engels va argumentar que el 1848, en el moment en què es va publicar el Manifest Comunista, el socialisme era respectable al continent, mentre que el comunisme no ho era. Els Owenites a Anglaterra i els Fourieristes a França eren considerats socialistes respectables, mentre que els moviments obrers que proclamaven la necessitat del canvi social total es denominaven comunistes. Aquesta última branca del socialisme va produir l'obra comunista d'Étienne Cabet a França i Wilhelm Weitling a Alemanya. El filòsof moral britànic John Stuart Mill també va venir a defensar una forma de socialisme econòmic dins d'un context liberal. En posteriors edicions dels seus Principis d'Economia Política (1848), Mill argumentaria que pel que fa a la teoria econòmica, no hi ha res en principi en la teoria econòmica que impedeixi un ordre econòmic basat en polítiques socialistes. Mentre els demòcrates veien les Revolucions de 1848 com una revolució democràtica, que a la llarga garantia la llibertat, la igualtat i la fraternitat, els marxistes van denunciar l'any 1848 com una traïció dels ideals de la classe treballadora per una burgesia indiferent a les legítimes demandes del proletariat.

## Història
El socialisme s'origina en la crítica duta a terme per alguns pensadors a les conseqüències socials de la Revolució Industrial, especialment a les desigualtats entre unes elits capitalistes riques i una classe obrera condemnada a viure en la misèria; aquests desequilibris es veien com a resultat del mercat lliure en què es basava el capitalisme. En contra de l'individualisme de l'època, base de la doctrina liberal, els socialistes presentaren com a alternativa una nova comunitat de productors, units per una solidaritat fraternal; en el futur, les masses prendrien als capitalistes el control dels mitjans de producció i del govern de l'Estat; l'individu ha de sotmetre's sempre als interessos de la col·lectivitat la qual li proporcionarà sempre els mitjans per satisfer les seves necessitats.
La doctrina socialista sempre proposa o bé la limitació o bé l'abolició de la propietat privada dels mitjans de producció, de canvi i de distribució, els quals han de ser col·lectivitzats, com a mitjà per arribar a un nou tipus de societat igualitària, on no hi hagi distinció entre rics i pobres ni entre poderosos i sotmesos, on tothom visqui en llibertat i ningú no es trobi patint una situació d'explotació ni de servitud; segons els socialistes, la propietat privada és una noció introduïda injustament a la societat per legitimar els interessos dels poderosos en contra dels desigs dels sectors desfavorits.
El mot socialisme va aparèixer per primera vegada el 1832, al diari francès Le Globe per referir-se als seguidors de les doctrines de Saint-Simon (1760-1825); el concepte socialista també va servir per designar els reformadors socials anglesos, entre els quals destacava Robert Owen (1771-1858), autor d'un opuscle titulat What is socialism?.
A principis del segle xix, els socialistes, com per exemple Étienne Cabet (1788-1856) o Charles Fourier (1772-1837), intentaren arribar al socialisme creant comunes regides pels principis de treball en comú i d'abolició de la propietat, aquests foren els socialistes utòpics. Poc després, el socialisme evolucionà abandonant la idea de constituir comunes alternatives, per la de transformar la societat mitjançant una acció política revolucionària; així aparegué el socialisme polític representat per Karl Marx (1818-1883), Friedrich Engels (1820-1895), Pierre-Joseph Proudhon (1809-1865), Louis Auguste Blanqui (1805-1881), Mikhaïl Bakunin (1814-1876), entre d'altres.
El socialisme polític va acabar dividint-se en dues branques: l'anarquista –representada per Proudhon i Bakunin-, partidària de la supressió immediata de l'Estat i de qualsevol forma d'autoritat política, i la marxista, que propugnava la creació d'un estat socialista com a mitjà per arribar a l'objectiu final d'establir una societat lliure i igualitària. A la darreria del segle xix, dins del socialisme marxista va aparèixer el corrent revisionista, que proposava l'abandó de l'actitud revolucionària a favor d'una política reformista en què s'acabaria arribant al socialisme mitjançant reformes graduals introduïdes gràcies a la participació dels partits socialistes en el joc polític dels estats liberals o democràtics. Per la seva banda, l'anarquisme, amb força a Itàlia i a Espanya, es mantingué fidel a l'activisme revolucionari; a Espanya, els anarquistes aprofitaren el col·lapse de les institucions de la República, provocat pel cop d'Estat del 18 de juliol de 1936, per dur a terme la revolució; l'Espanya republicana durant la Guerra Civil (1936-1939) fou l'únic cas en què els anarquistes arribaren a prendre el poder; després de la fi de la Segona Guerra Mundial, l'anarquisme va perdre força a tot arreu fins a esdevenir marginal.
Durant el segle xx, hom denomina comunistes aquells socialistes partidaris d'establir un règim revolucionari seguint l'exemple i els mètodes aplicats a Rússia arran de la Revolució Bolxevic d'Octubre de 1917, dirigida per Lenin; els marxistes no comunistes passaren a denominar-se socialistes o socialdemòcrates, tot i que, abans de la I Guerra Mundial (1914-1918), socialdemòcrata o socialista designava també els partidaris d'instaurar el socialisme per mitjans revolucionaris. La Revolució Bolxevic i el naixement de l'URSS va dur a l'aparició a tot arreu del partits comunistes, sorgits gairebé sempre a partir d'escissions dels partits socialistes; allò que precipità la ruptura entre socialistes i comunistes fou l'oposició teòrica d'Otto Bauer, un dels capdavanters del marxisme a Àustria, al règim bolxevic, però, sobretot, la repressió contra els espartaquistes –que intentaren instaurar el comunisme a Alemanya durant el període revolucionari de 1918 a 1920-, dirigida per Friedrich Ebert dirigent del Partit Socialdemòcrata d'Alemanya, que ocupà el càrrec de canceller el 1918 i el de president de la República entre 1919 i 1925.

## Teoria social i política

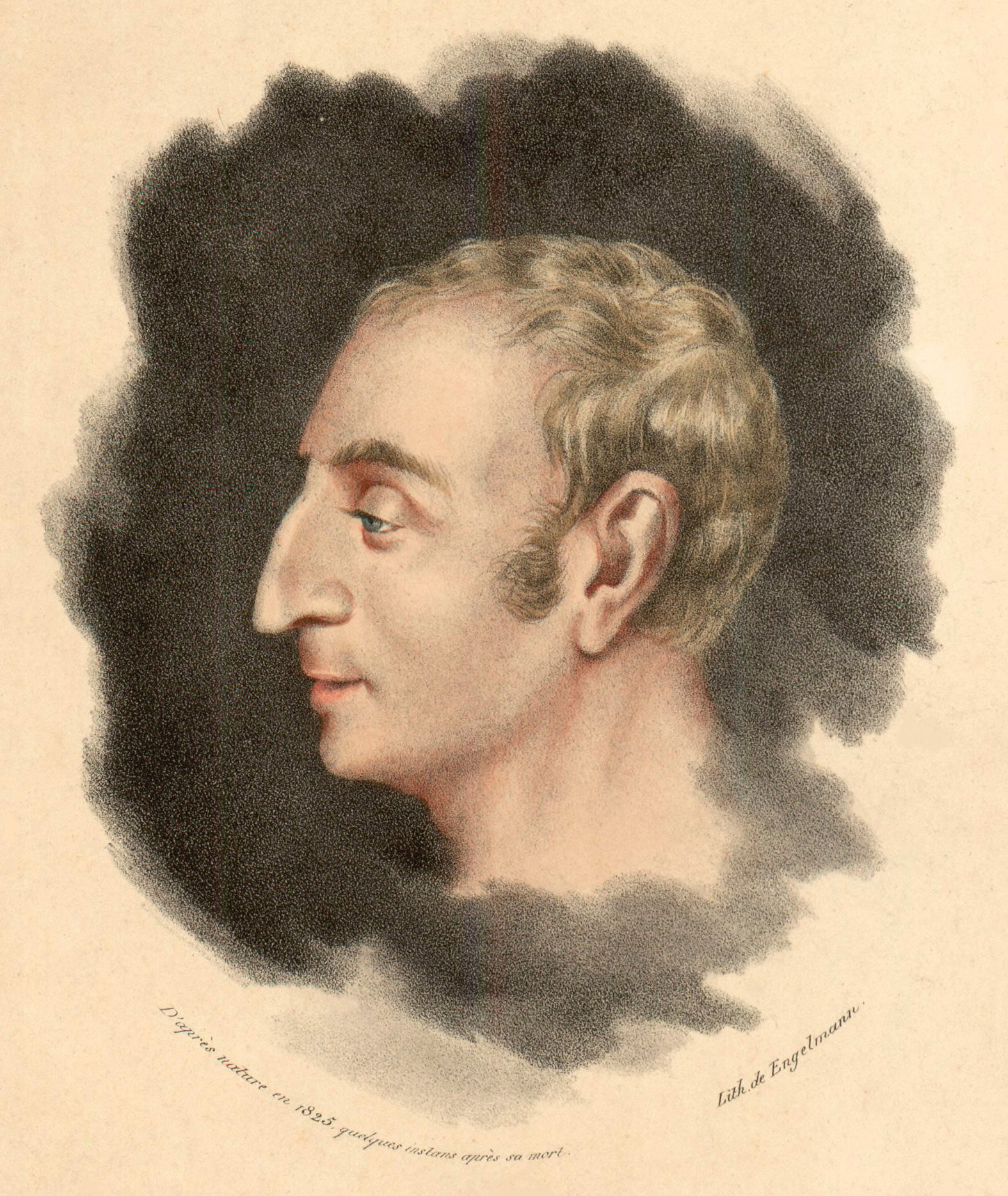
Henri de Saint-Simon.

El pensament socialista inicial va prendre influències d'una àmplia gamma de filosofies com el republicanisme cívic, la il·lustració, el racionalisme, el romanticisme, les formes del materialisme, el cristianisme (catòlic i protestant), les lleis naturals, l'utilitarisme i l'economia política liberal.
Una altra base filosòfica per bona part del socialisme primerenc va ser l'aparició del positivisme durant la Il·lustració europea. El positivisme va sostenir que tant el món natural com el social podien entendre's a través del coneixement científic i analitzar-se amb mètodes científics. Aquesta perspectiva central va influir en els primers científics socials i diferents tipus de socialistes que van des d'anarquistes com Peter Kropotkin fins a tecnòcrates com Claude Henri de Rouvroy, comte de Saint-Simon Saint Simon.
L'objectiu fonamental del socialisme és aconseguir un nivell avançat de producció material i, per tant, una major productivitat, eficiència i racionalitat en comparació amb el capitalisme i tots els sistemes anteriors, segons l'opinió que l'expansió de la capacitat productiva humana és la base de l'extensió de la llibertat i igualtat en la societat. Diverses formes de la teoria socialista sostenen que el comportament humà està en gran manera conformat per l'entorn social. En particular, el socialisme sosté que els valors socials, els trets culturals i les pràctiques econòmiques són creacions socials i no el resultat d'una llei natural immutable.
L'objecte de la seva crítica no és, per tant, l'avarícia humana o la consciència humana, sinó les condicions materials i els sistemes socials artificials (és a dir, l'estructura econòmica de la societat) que donen lloc a problemes i ineficiències socials observades. Bertrand Russell, sovint considerat el pare de la filosofia analítica, es va oposar als aspectes del marxisme relacionats amb la lluita de classes, veient únicament el socialisme com un ajust de les relacions econòmiques per acomodar la producció moderna de màquines per beneficiar al conjunt de la humanitat a través de la reducció progressiva del temps de treball necessari.

Els socialistes consideren que la creativitat és un aspecte essencial de la naturalesa humana i defineix la llibertat com a estat de ser on els individus poden expressar la seva creativitat sense restringir les restriccions de la manca d'escassetat material i les institucions socials coercitives. El concepte socialista de la individualitat està, per tant, entrellaçat amb el concepte d'expressió creativa individual. Karl Marx creia que l'expansió de les forces productives i de la tecnologia era la base de l'expansió de la llibertat humana i que el socialisme, consistent en el desenvolupament modern de la tecnologia, permetria l'expansió de les "individualitats lliures" a través de la reducció progressiva temps laboral necessari. La reducció del temps laboral necessari al mínim permetria als individus l'oportunitat de perseguir el desenvolupament de la seva veritable individualitat i creativitat.

### Crítica al capitalisme
Els socialistes sostenen que l'acumulació de capital genera desaprofitaments a través d'externalitats que requereixen mesures reguladores correctives costoses. També assenyalen que aquest procés genera indústries i pràctiques desfavorables que només existeixen per generar una demanda suficient de productes que es vendran amb el seu conseqüent benefici; creant demanda ms que no pas satisfent-la.
Els socialistes argumenten que el capitalisme consisteix en una activitat irracional, on la compra de mercaderies amb l'objectiu de vendre-les a un preu més elevat quan n'augmenti la demanda, no s'adequa a una creació de valor d'ús, sinó a una mera voluntat d'acumulació de capital.
El criteri fonamental per a l'activitat econòmica en el capitalisme és l'acumulació de capital per reinvertir en la producció, però això impulsa el desenvolupament de noves indústries no productives que no produeixen valor d'ús i només existeixen per mantenir o incrementar el procés d'acumulació (en cas contrari el sistema entra en crisi), com el sector financer, contribuint a la formació de bombolles econòmiques.
Els socialistes consideren que les relacions de propietat privada limiten el potencial de les forces productives en l'economia. Segons aquesta teoria, la propietat privada esdevé obsoleta quan es concentra en institucions centralitzades i socialitzades basades en l'apropiació privada dels ingressos però basada en el treball cooperatiu i la planificació interna en l'assignació d'ingressos fins que el paper del capitalista es fa redundant.
Sense necessitat d'acumulació de capital i una classe de propietaris, la propietat privada dels mitjans de producció es considera una forma obsoleta d'organització econòmica que hauria de ser reemplaçada per una associació lliure d'individus basats en la propietat pública o propietat comuna d'aquests actius socialitzats. La propietat privada imposa restriccions a la planificació, donant lloc a decisions econòmiques descoordinades que donen lloc a fluctuacions empresarials, atur i un enorme malbaratament de recursos materials durant la crisi de la sobreproducció.
Les disparitats excessives en la distribució dels ingressos condueixen a la inestabilitat social i requereixen mesures correctives costoses en forma de fiscalitat redistributiva, que incorren en costos administratius pesats alhora que debiliten l'incentiu laboral, conviden a la deshonestedat i augmenten la probabilitat d'evasió fiscal mentre que les mesures correctores redueixen eficiència global de l'economia de mercat.
Aquestes polítiques correctives limiten el sistema d'incentius del mercat aportant coses com salari mínim, prestació per desocupació, imposant beneficis i reduint l'exèrcit de reserva de mà d'obra, resultant en un reduït incentiu per als capitalistes invertir en més producció. En essència, les polítiques de benestar social paralitzen el capitalisme i el seu sistema d'incentius i, per tant, no són sostenibles a llarg termini. Els marxistes argumenten que l'establiment d'un mode de producció socialista és l'única manera de superar aquestes deficiències. Els socialistes i específicament els socialistes marxistes argumenten que el conflicte d'interessos inherent entre la classe obrera i el capital impedeixen l'ús òptim dels recursos humans disponibles i condueix a grups d'interès contradictoris (treball i negoci) que intenten influir en l'estat per intervenir en l'economia a favor a costa de l'eficiència econòmica general.
Els primers socialistes (socialistes utòpics) i els socialistes ricardians van criticar el capitalisme per concentrar el poder i la riquesa en un petit segment de la societat. A més, es van queixar que el capitalisme no aprofita el potencial de la tecnologia ni els recursos disponibles per millorar allò que és d'interès del públic.

### Marxisme
| «                                       | En una determinada etapa del desenvolupament, les forces productives materials de la societat entren en conflicte amb les relacions de producció existents o bé - això només expressa el mateix en termes legals - amb les relacions de propietat en el marc de les quals han funcionat fins ara. Llavors comença una era de revolució social. Els canvis en la base econòmica condueixen tard o d'hora a la transformació de tota la superestructura immensa. | » |
| — Karl Marx, Crítica del programa Gotha | |   |

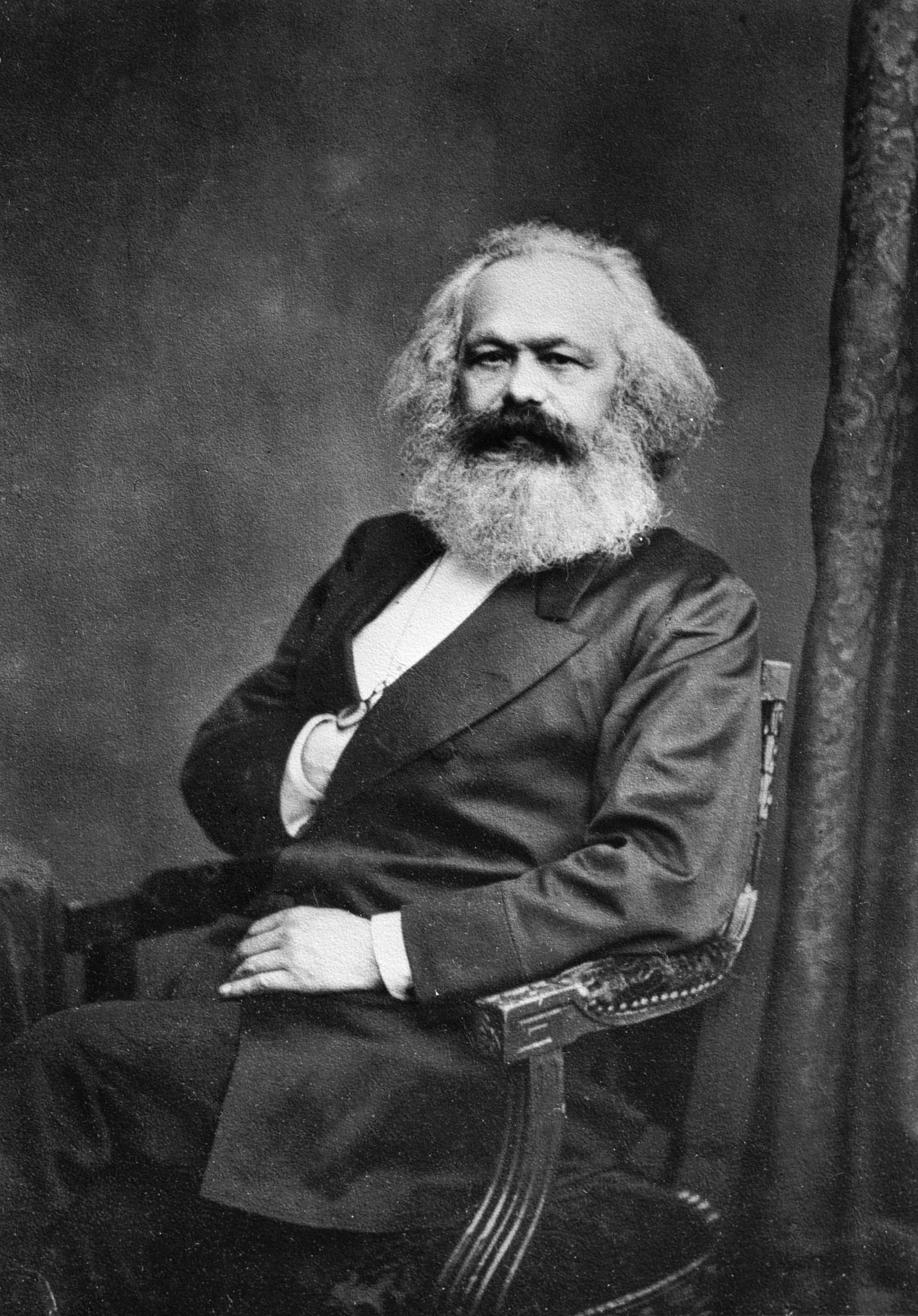
L'obra de Karl Marx va proporcionar la base per al desenvolupament de la teoria política marxista i l'economia marxista

Karl Marx i Friedrich Engels van argumentar que el socialisme sortia d'una necessitat històrica, ja que el capitalisme s'havia tornat obsolet i insostenible a partir de l'augment de les contradiccions internes derivades del desenvolupament de les forces productives i la tecnologia. Van ser aquests avenços en les forces productives combinades amb les antigues relacions socials de producció del capitalisme que generarien contradiccions, donant lloc a la consciència de la classe treballadora.
Marx i Engels van considerar que la consciència d'aquells que guanyen un salari (la classe treballadora, en el sentit marxista més ampli) es veurien modelats per les seves condicions d'esclavitud assalariada, donant lloc a una tendència d'emancipació laboral per enderrocar la propietat dels mitjans de producció dels capitalistes i, en conseqüència, enderrocar l'estat sostingués aquest ordre econòmic. Per a Marx i Engels, les condicions determinen la consciència i acaben el paper de la classe capitalista i, finalment, condueix a una societat sense classes en la qual el l'estat desapareix. La concepció marxista del socialisme és la d'una fase històrica específica que desplaça el capitalisme i precedeix el comunisme. Les característiques principals del socialisme (especialment tal com van ser concebudes per Marx i Engels després de la Comuna de París de 1871) són que el proletariat controlaria els mitjans de producció a través d'un Estat socialista erigit pels treballadors en els seus interessos. L'activitat econòmica encara s'organitzaria mitjançant l'ús de sistemes d'incentius i les classes socials encara existirien, però en menor mesura i disminució que el capitalisme.
Per als marxistes ortodoxos, el socialisme és l'etapa més baixa del comunisme basada en el principi de cadascú segons la seva capacitat, mentre que el comunisme superior està basat en el principi de De cadascú segons les seves capacitats, a cadascú segons les seves necessitats. Són conscients que aquesta estapa superior només serà possible un cop l'etapa socialista estigui establerta i doni lloc a una millor eficiència econòmica i l'automatització de la producció doni lloc a una superabundància de béns i serveis.
Marx va argumentar que les forces productives materials (en la indústria i el comerç) que el capitalisme va implantar van predicar una societat cooperativa, ja que la producció s'havia convertit en una activitat social i col·lectiva de la classe obrera per crear mercaderies, però amb propietat privada (relacions de producció o propietat relacions). Aquest conflicte entre l'esforç col·lectiu en grans fàbriques i la propietat privada provocaria un desig conscient en la classe obrera d'establir la propietat col·lectiva d'acord amb els esforços col·lectius de la seva experiència quotidiana.

### Paper de l'Estat
Els socialistes han tingut diferents perspectives sobre l'Estat i la funció que ha de jugar en les lluites revolucionàries, en la construcció del socialisme i en una economia socialista establerta.
Al segle xix, la filosofia del socialisme estatal va ser explicada explícitament pel filòsof polític alemany Ferdinand Lassalle. En contrast amb la perspectiva de Karl Marx de l'estat, Lassalle va rebutjar el concepte d'estat com una estructura de poder basada en la classe, la funció principal de la qual era preservar les estructures de classe existents. Així, Lassalle també va rebutjar la visió marxista que l'estat estava destinat a allunyar-se. Lassalle va considerar que l'estat era una entitat independent de les lleialtats de classe i un instrument de justícia que, per tant, seria essencial per aconseguir el socialisme.
Anteriorment a la revolució dirigida pels bolxevics a Rússia, molts socialistes, inclosos els reformistes, els corrents marxistes ortodoxos com el comunisme del consell, els anarquistes i els socialistes llibertaris van criticar la idea d'utilitzar l'Estat per dur a terme una planificació central i posseir els mitjans de producció com a forma d'establir el socialisme. Després de la victòria del leninisme a Rússia, la idea de socialisme estatal es va estendre ràpidament al llarg del moviment socialista i eventualment es va identificar el socialisme amb el model econòmic soviètic.
Al seu torn, Joseph Schumpeter va rebutjar l'associació del socialisme (i la propietat social) amb la propietat estatal sobre els mitjans de producció, perquè l'Estat tal com existeix en la seva forma actual és producte de la societat capitalista i no pot ser trasplantat a un marc institucional diferent. Schumpeter va argumentar que hi hauria diferents institucions dins del socialisme que aquelles que existeixen dins del capitalisme modern, igual que el feudalisme tenia les seves pròpies formes institucionals diferents i singulars. L'estat, juntament amb conceptes com la propietat privada i la tributació, eren conceptes exclusius de la societat comercial (capitalisme) i intentaven situar-los en el context d'una futura societat socialista representarien una distorsió d'aquests conceptes usant-los fora de context.

### Utòpic vs científic
El socialisme utòpic és un terme que s'utilitza per definir els primers corrents del pensament socialista modern, exemplificats per l'obra de Claude Henri de Rouvroy, comte de Saint-Simon, Charles Fourier i Robert Owen, que van inspirar a Karl Marx i altres socialistes primerencs. És un concepte ambigu, dins el qual s'inclouen tot un seguit de propostes, des de protoanarquistes fins a liberals. El terme socialisme apareix a França i Anglaterra a la dècada de 1830 de forma més o menys simultània, però el seu contingut no està gaire definit. Tota aquesta primera meitat del segle xix veurà sorgir un gran nombre de doctrines de reforma social que difereixen radicalment de les utopies renaixentistes i les efusions sentimentals de la il·lustració, fonamentalment perquè els nous autors es troben amb un problema que els seus predecessors no havien pogut imaginar: les catastròfiques conseqüències socials de la revolució industrial. Molt influït per la Il·lustració, l'utopisme té una visió positiva de la història i de l'home, que és considerat bo per naturalesa. Per això posa de manifest les contradiccions entre la justícia social a la que se suposa que el liberalisme aspirava i la realitat. A diferència del pensament de Karl Marx, però, els utopistes no tenen en compte el paper de la lluita de classes en la història, la qual cosa es tradueix en què és un moviment elitista, allunyat de les masses obreres. Les visions de societats imaginàries ideals, que competien amb moviments revolucionaris socialdemòcrates, es veien que no es fonamentaven en les condicions materials de la societat i com a reaccionaris.
Tot i que és tècnicament possible que qualsevol conjunt d'idees o qualsevol persona que visqui en algun moment de la història sigui un socialista utòpic, el terme s'aplica amb més freqüència als socialistes que van viure en el primer quart del segle xix que van ser adscrits a l'etiqueta utòpic per part dels socialistes posteriors com un terme negatiu per implicar ingenuïtat i destituir les seves idees com fantasioses o poc realistes. Les sectes religioses, els membres de les quals viuen comunament, com els Hutterites, per exemple, no solen anomenar-se socialistes utòpics, tot i que la seva manera de viure és un bon exemple. Han estat classificats com socialismes religiosos per alguns. De la mateixa manera, les modernes comunitats intencionals basades en idees socialistes també es poden classificar com socialistes utòpics.
Per als marxistes, el desenvolupament del capitalisme a l'oest d'Europa va proporcionar una base material per a la possibilitat d'aconseguir el socialisme, perquè segons el Manifest comunista, la burgesia produeix sobretot els excavadors de la seva pròpia tomba. és a dir, la classe treballadora, que ha de ser conscient dels objectius històrics establerts per la societat.

### Reforma vs revolució
Els socialistes revolucionaris creuen que una revolució social és necessària per fer canvis estructurals en l'estructura socioeconòmica de la societat. Entre els socialistes revolucionaris hi ha diferències en l'estratègia, la teoria i la definició de revolució. Els marxistes ortodoxos i els comunistes d'esquerra prenen una posició impossibilista, creient que la revolució hauria de ser espontània a conseqüència de les contradiccions a la societat a causa dels canvis tecnològics en les forces productives. Lenin va teoritzar que, sota el capitalisme, els obrers no podien aconseguir la consciència de classe més enllà d'organitzar-se en sindicats i fer demandes dels capitalistes. Per tant, els leninistes propugnen que és històricament necessari que un revolucionari conscient de classe assumeixi un paper central en la coordinació de la revolució social per enderrocar l'estat capitalista i eventualment la institució de l'estat en conjunt. "La revolució" no està necessàriament definida pels socialistes revolucionaris com una insurrecció violenta, sinó com un complet desmantellament i transformació ràpida de tots els àmbits de la societat de classes liderats per la majoria de les masses: la classe obrera.
El socialisme reformista és un moviment de reforma social aparegut al segle xix que propugnava la intervenció de l'Estat en l'economia per combatre les desigualtats socials provocades pel sistema capitalista, però, sense destruir les institucions socials i polítiques vigents; per això, a diferència del marxisme i de l'anarquisme, el socialisme reformista no era un socialisme d'estat i rebutjava una revolució i, en conseqüència, acceptava qualsevol tipus d'estat, fins i tot un de monàrquic com ho era l'imperi Alemany, existent entre 1871 i 1918. El reformisme generalment està associat amb la socialdemocràcia i el socialisme democràtic gradualista. El reformisme és la creença que els socialistes haurien de mantenir-se en les eleccions parlamentàries dins de la societat capitalista i, si s'elegeixen, utilitzen la maquinària del govern per aprovar reformes polítiques i socials amb l'objectiu de millorar les inestabilitats i les desigualtats del capitalisme. Dins del socialisme reformista, cal destacar Louis Blanc (1811-1882), Johann Karl Rodbertus (1805-1875), Wilhem Roscher (1817-1894), Rudolf Meyer (1839-1899), Gustav Schmoller (1838-1917), Adolf Wagner (1835-1917), Albert Schaeffle (1831-1908), Ferdinand Lassalle (1825-1865), Henry George (1839-1897), Sidney Webb (1859-1947), H.G. Wells (1866-1946), i George Bernard Shaw (1856-1950).
| «                  | La història d'Occident, des de l'era de les polis gregues fins a la resistència actual al socialisme, és essencialment la història de la lluita per la llibertat contra els privilegis dels buròcrates. | » |
| — Ludwig von Mises | |   |

## Economia
L'economia socialista parteix de la premissa que "els individus no viuen o treballen en aïllament sinó en cooperació un amb l'altre. A més, tot allò que la gent produeix és en certa manera un producte social, i tothom que contribueix a la producció d'un bé és en part propietari. La societat globalment, per tant, hauria de posseir o com a mínim controlar la propietat en benefici de tots els seus membres".
La concepció original del socialisme era un sistema econòmic on la producció fos organitzada per produir directament béns i serveis segons la seva utilitat (o ús-valor segons l'argot Marxista clàssic): l'assignació directa de recursos en termes d'unitats físiques, oposant-se al càlcul financer i les lleis econòmiques del capitalisme (Llei de valor), posant fi a conceptes capitalistes com el lloguer, l'interès, el benefici o fins i tot els diners.
En una economia socialista completament desenvolupada, la producció i el factor de balanç esdevenen processos tècnics realitzat per enginyers.
El socialisme de mercat es refereix a una varietat de teories econòmiques diferents i sistemes que utilitzen el mecanisme del mercat per organitzar la producció i assumint la socialització de la propietat de les empreses, repartint-ne els beneficis mitjançant un sistema de dividend social oposat al capital privat.
Les variacions de socialisme de mercat inclouen propostes llibertàries propostes com el mutualisme, basat en economia clàssica, i d'altres models neoclàssics com el de Lange. Tanmateix, alguns economistes com Joseph Stiglitz o Mancur Olson han teoritzat sobre la dificultat de fer prevaldre les pressuposicions d'aquest tipus de socialisme.
La propietat del mitjans de producció pot estar basada en una propietat directa a través d'una cooperativa de treballadors; mitjançant una propietat comuna per tota la societat, administrada i gestionada per un grup de delegats; o ser de propietat pública gestionada per l'aparell de l'Estat. La propietat pública es pot referir a la creació d'Empreses Públiques Estatals, a la nacionalització o municipalització d'empreses o a la creació d'institucions autònomes col·lectives. Alguns socialistes pensen que en una economia socialista, com a mínim el "elements troncals" de l'economia han de ser públics. Per altra banda, els defensors d'una economia liberal veuen en la propietat privada, en els mitjans de producció i el mercat com a entitats naturals que representen la seva llibertat, pel que consideren la propietat pública, les cooperatives i la planificació econòmica com una infracció o limitació d'aquesta.
| «                                       | El desordre econòmic de la societat capitalista tal com existeix avui és, al meu entendre, la veritable font del mal. Veiem davant nosaltres a una comunitat enorme de productors que s'estan esforçant incessantment privant-se dels fruits del seu treball col·lectiu — no per la força, sinó en general en conformitat fidel amb regles legalment establertes. Referent a això, és important assenyalar que els mitjans de producció –és a dir, la capacitat productiva que és necessària per a produir béns de consum tant com capital addicional– poden legalment ser, i en la seva major part són, propietat privada de particulars. | » |
| — Albert Einstein, Why Socialism?, 1949 | |   |

En una economia socialista, la gestió i el control de l'activitat empresarial és basada en l'autogestió i en l'autogovernança, amb igualtat de poders al lloc de treball i l'objectiu de maximitzar l'autonomia dels treballadors. S'eliminarien les jerarques de control, tot mantenint les de coneixement tècnic. Tots els treballadors participen del poder de presa de decisions en l'empresa i decideixen les polítiques de la mateixa.
La funció i ús dels diners en una economia socialista hipotètica és un assumpte disputat. Segons l'economista de l'Escola Austríaca Ludwig von Mises, un sistema econòmic que no fes servir els diners, el càlcul financer i el preu de mercat seria incapaç d'avaluar els béns i de coordinar la producció, provocant el col·lapse del sistema. Socialistes com Karl Marx, Robert Owen, Pierre-Joseph Proudhon i John Stuart Mill van defensar la de diverses formes de vals de treball, que funcionarien com el diner per adquirir articles de consum, però que no permetrien l'estalvi ni convertir-se en capital financer. Leon Trotsky deia que els diners no es podien eliminar arbitràriament durant una revolució socialista, que havia de ser utilitzats fins que fos inútil.

### Economia planificada
L'economia planificada o centralitzada és aquella en què les decisions de les autoritats (generalment les dels governs), determinen l'assignació dels recursos escassos i disponibles en tal economia. Representa el concepte contrari al de les economies de mercat, en què l'assignació dels recursos té lloc mitjançant una presa de decisions descentralitzada dels milions de consumidors i productors que intercanvien béns i serveis en l'economia. És a dir, es prescindeix d'un mercat per a l'assignació de recursos. Hi ha diversos models de planificació: des del que sorgeix del consens entre els actors econòmics a través de la socialització dels mitjans de producció en un entorn descentralitzat i de participació activa dels productors (planificació col·lectiva o comunitària) i ciutadans, fins a l'imposat per una autoritat central dirigida per tecnòcrates i buròcrates (planificació centralitzada). Enrico Barone va proporcionar un marc teòric comprensible per una economia socialista planejada. En el seu model, assumint tècniques de computació perfecta, unes equacions simultànies relacionen entrades i sortides de manera que proporcionen taxacions apropiades del valor dels productes amb l'objectiu d'equilibrar l'oferta i la demanda.
L'exemple més destacat d'una economia planificada fou l'Economia de la Unió Soviètica i com a tal sovint s'ha associat amb el model econòmic per defecte dels estats comunistes del segle xx, sovint combinada amb sistemes polítics de partit únic. En una economia planificada centralitzada, les decisions es prenen tenint en compte la quantitat de béns i serveis a ser produïts, mitjançant el càlcul de necessitats, realitzat per una agència de planificació. Els sistemes econòmics de la Unió Soviètic i del Bloc de l'Est es van definir com economies de comandament, on la coordinació es fa mitjançant ordres, directives i objectius de producció. Tot i que diversos economistes qüestionen el nivell real de planificació econòmica de la unió Soviètica.
Tot i que la planificació centralitzada era àmpliament recolzada tant per Marxistes com Leninistes, algunes faccions anteriors a l'aparició de l'Estalinisme mostraven posicions contràries a la centralització. Trotsky defensava la planificació descentralitzada.

### Economia autogestionada
Una economia autogestionada i descentralitzada es basa en l'autoregulació de les unitats econòmiques i en l'existència de mecanisme descentralitzats d'assignació de recursos i de presa de decisions. Aquest model va ser defensat per economistes com Alfred Marshall, John Stuart Mill i Jaroslav Vanek. Hi ha variacions diverses, inclosa la gestió empresarial feta per sindicats o directament per treballadors. Els objectius de l'autogestió són eliminar l'explotació i reduir l'alienació El Socialisme de gremi és un moviment polític que defensa el control dels treballadors de la indústria a través de la figura dels gremis. Aquesta tipologia va ser fortament impulsada per G. D. H. Cole i influenciada per les idees de William Morris, i va tenir certa implantació durant el primer quart del segle xx al Regne Unit.
Un altre sistema de realitzar planificació descentralitzada és mitjançant la tecnologia informàtica. El govern de Salvador Allende ho va experimentar amb el Projecte Cybersyn, un sistema d'informació a temps real entre empreses, mitjans de producció i consumidors. Una altra variant més recent és l'economia participativa, on l'economia és planejada per consells descentralitzats de treballadors i consumidors. També existeix el model contemporani de socialisme autogestionat sense mercat de la Coordinació negociada, de Pat Devine. La coordinació negociada es basa en una propietat compartida per tots aquells afectats pel recurs en qüestió, de manera que les decisions es poden fer molt pròximes al lloc de producció.

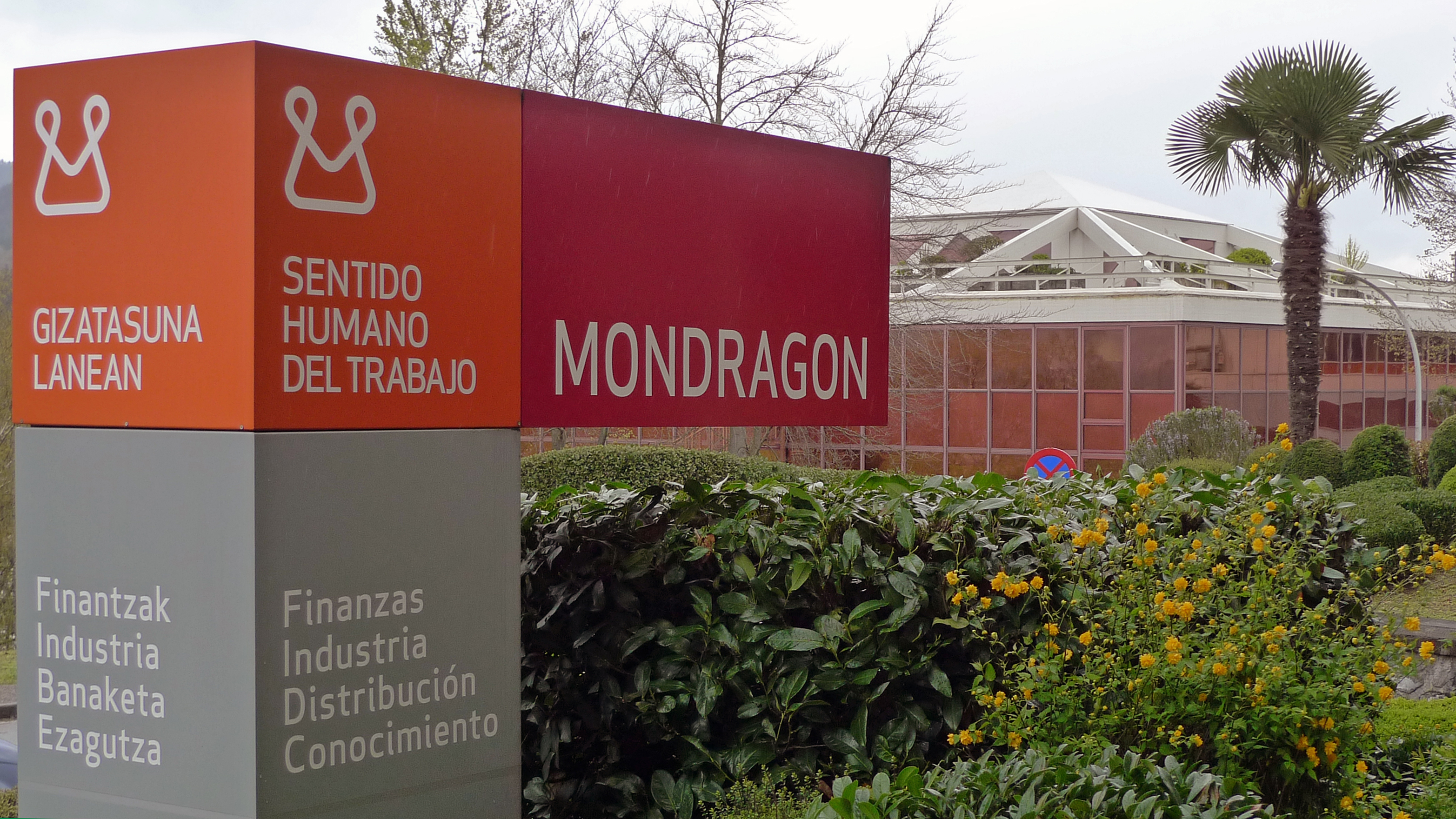
Mondragón Corporación Cooperativa

Michel Bauwens Identifica l'aparició del moviment de programari obert i els processos P2P com un nou sistema de producció a l'economia capitalista i a la planificació centralitzada de l'economia, basant-se en un sistema d'autogestió col·laborativa, propietat comuna de recursos i la producció d'ús-valors a través de la cooperació lliure de productors que tenen accés al capital distribuït.
El Comunisme llibertari és una branca concreta del socialisme llibertari que defensa l'abolició de l'estat, la propietat privada i el capitalisme a favor d'una propietat compartida dels mitjans de producció. L'Anarco-sindicalisme es va practicar a Catalunya i a d'altres llocs durant la Revolució social espanyola de 1936. Sam Dolgoff estima que uns 8 milions de persones hi van participar de manera directa o indirecta.
L'economia de l'antiga República Federal Socialista de Iugoslàvia va establir un sistema basat en assignació de recursos de mercat, propietat social de les empreses i dels mitjans de producció. El sistema va substituir l'estil centralitzat soviètic per un sistema descentralitzat després de les reformes de 1953.
Richard D. Wolff argumenta que "re-organitzant els sistemes de producció de manera que els treballadors es puguin autogestionar, no noms mou la societat més enllà del capitalisme o el socialisme d'estat, sinó que marcaria una fita en la història humana, similar a transicions anteriors com l'abolició de l'esclavitud o del feudalisme. Com a exemple Wolff menciona la cooperativa Mondragón Corporación Cooperativa, com a exemple d'èxit d'una alternativa als sistema capitalista de producció.

### Economia dirigida per l'Estat
El socialisme d'estat és una classificació utilitzada fins i tot per part de Lenin, anarquistes i llibertaris) per a designar la teoria i praxi del socialisme propugnada pels marxistes (amb excepció del marxistes llibertaris) o el marxisme-leninisme i els socialdemòcrates. El terme fa referència a l'ús del poder polític de l'Estat per posar fi a la societat burgesa i el sistema capitalista per decret i mitjançant el traspàs d'àrees econòmiques i administratives a l'Estat socialista en un tipus d'avantguarda revolucionària o govern revolucionari.
També es pot referir a un sistema econòmic mixt que consisteixi en la propietat pública de grans empreses, com van promoure diversos partits socialdemòcrates durant la segona meitat del segle xx. Un exemple d'això són les polítiques dutes a terme pel British Labour Party durant el govern de Clement Attlee.

### Socialisme de mercat

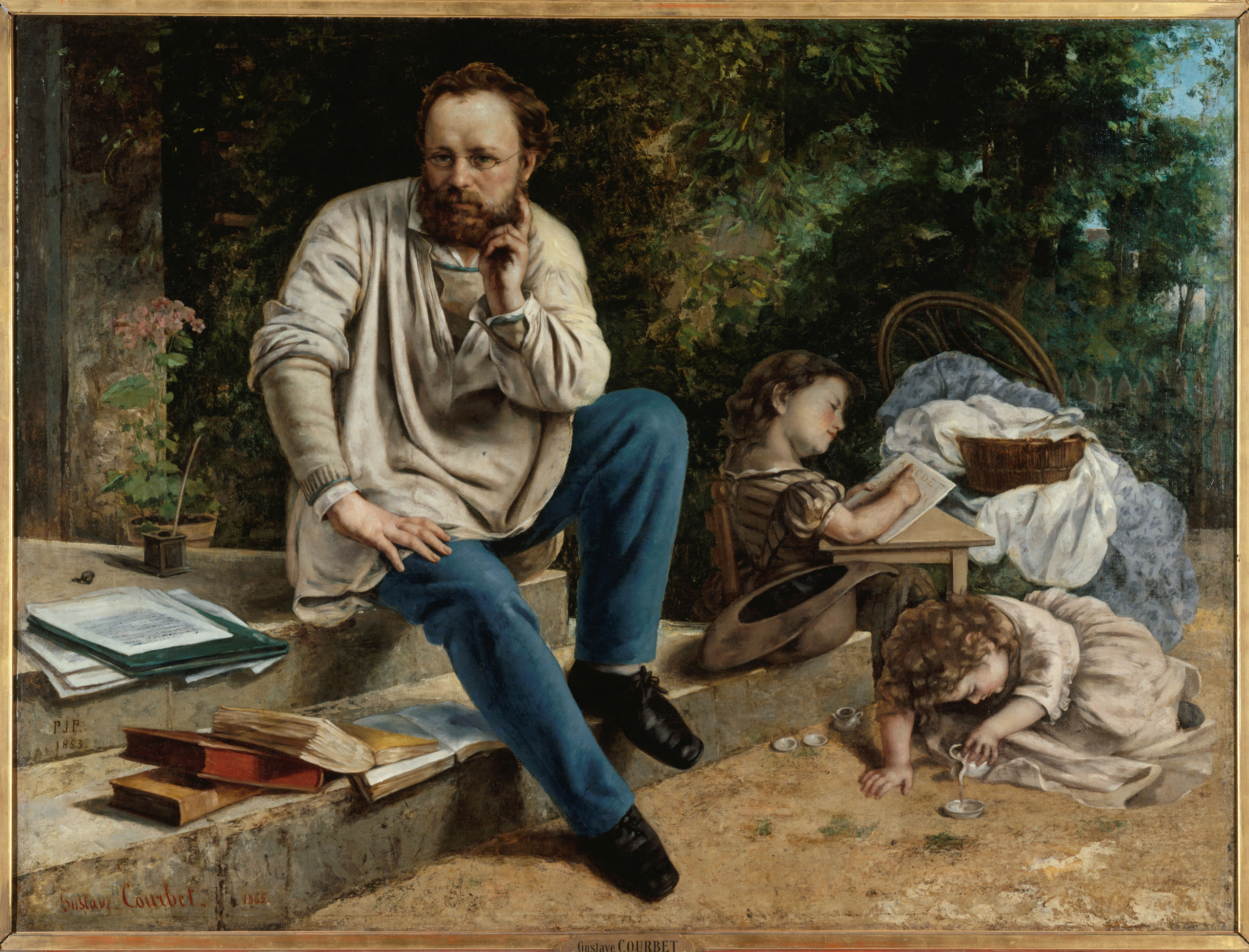
Proudhon i els seus nets, Gustave Courbet, 1865— Proudhon fou el principal teòric del Mutualisme.

El socialisme de mercat és un sistema econòmic en el qual els mitjans de producció són controlats pels treballadors de cada empresa (en general, els beneficis són repartits entre els treballadors de la mateixa) i la producció no està planificada centralment per l'Estat, sinó orientada mitjançant les dinàmiques del mercat. El concepte central és que el lliure mercat no és un mecanisme exclusiu del capitalisme i que és plenament compatible amb la propietat dels treballadors d'una gran part dels mitjans de producció (principi fonamental del socialisme). Els defensors del socialisme de mercat assenyalen que combina els avantatges del liberalisme amb els del socialisme. Un dels principals defensors del socialisme de mercat en l'actualitat és el nord-americà David Schweickart.
L'economista neoclàssic Léon Walras creia que una economia socialista basada en la propietat estatal de la terra i els recursos naturals podria arribar a fer innecessaris els sistemes d'impostos. Iugoslàvia va implementar-ho basant-se en un sistema de cooperatives i de treballadors auto-gestionats.
El mutualisme és una teoria econòmica socialista llibertària, pertanyent al segment individualista de l'anarquisme, que propugna que els individus han de rebre el producte complet del seu treball. És favorable al mercat i al lliure intercanvi entre productors i a la propietat entesa com a ús personal i usdefruit. La seva fi és aspirar a una societat lliure, horitzontal i igualitària. També defensava l'existència d'un banc de crèdit mutu que treballés amb un índex d'interès mínim, que permetés només cobrir els d'administració. El mutualisme es basa en la teoria laboral de valor.
L'actual sistema econòmic de la Xina és formalment definit com una Economia de mercat socialista amb característiques xineses. Combina un destacat rol de l'estat, que gestiona les infraestructures bàsiques i manté la propietat pública d'aquestes per llei, amb l'existència d'un sector privat relacionat amb la producció de béns de consum. Tot i que des dels anys 80 del segle xx hi ha hagut una expansió de l'activitat privada al país, la privatització de recursos estatals els va aturar i revertir parcialment el 2005. De totes maneres, l'economia xinesa és també definida com a model de capitalisme d'estat, on es diferencia del capitalisme occidental en la propietat d'accions de les empreses públiques. El model econòmic vietnamita també va adoptar un socialisme de mercat.

## Corrents
Els moviments polítics socialistes més destacats són descrits a continuació. Teòrics socialistes independents, autors utòpics i seguidors acadèmics del socialisme poden no ser-hi representats. Alguns grups polítics s'han definit com a socialistes mentre sostenien visions antitètiques al socialisme. Hi ha moltes variacions del socialisme i no existeix una sola definició que les incorpori totes. De totes maneres, hi han elements comuns identificats per diversos acadèmics. Angelo S. Rappoport al seu Dictionary of Socialism (1924) va analitzar quaranta definicions de socialisme per concloure que els elements comuns en totes elles eren: una crítica generalitzada als efectes socials de la propietat privada i el control del capital, com a causa per l'increment de la pobresa i desigualtat social; una visió generalitzada que la solució a això és la col·lectivització del control dels mitjans de producció, de la distribució econòmica i dels sistemes de canvi; un acord que el resultat d'aplicar aquests canvis aportaria més justícia social. Bhikhu Parekh a The Concepts of Socialism (1975) identifica quatre principis bàsics del socialisme: la socialització, la responsabilitat social, la cooperació i la planificació. Michael Freeden al seu estudi Ideologies and Political Theory (1996) menciona que tots els socialistes comparteixen cinc temes: que la societat és més que un conjunt d'individus, que el benestar humà és un objectiu desitjable, que els humans -per natura- són actius i productius; que defensem l'equitat humana i, per acabar, que la història és progressiva i crearà un canvi positiu on els humans assoleixin aquest canvi.

### Anarquisme
L'anarquism és una filosofia política que defensa una societat sense estats, auto-governada per institucions voluntàries, o no jeràrquiques. L'anarquisme sosté que l'estat és indesitjable, innecessari i perillós. Alguns defineixen l'anarquisme com una oposició a l'autoritat o a les organitzacions jeràrquiques, entre les quals es troba l'estat, però no només aquest. Els mutualistes defensen un socialisme de mercat, mentre que els anarcocol·lectivistes defensen que la propietat dels mitjans de producció, distribució i canvi ha de ser col·lectiva i administrada col·lectivament pels mateixos treballadors aplegats en petites associacions per afinitat laboral mentre cadascun d'ells produeix segons la seva voluntat. Els anarcocomunistes defensen una tradició directa del capitalisme al comunisme llibertari.

### Leninisme i precedents
El leninisme és una teoria política i econòmica que es construeix a partir del marxisme; és una ramificació d'aquest i ha estat la dominant al món aproximadament entre 1920 i 1956, moment en què va perdent força fins a ser testimonial en la majoria de moviments marxistes actuals. El leninisme rep el nom del seu principal desenvolupador, el líder bolxevic Vladímir Lenin, i és portat a la pràctica per ell després de la Revolució Russa. Les teories de Lenin han estat una font de controvèrsia des de la seva implementació, amb veus crítiques tant en l'esquerra política (socialdemòcrates, anarquistes i altres marxistes: des de Rosa Luxemburg fins als corrents feixistes, passant per la dreta liberal).
El blanquisme és una determinada concepció de revolució socialista, generalment atribuïda al francès Louis Auguste Blanqui, que manté que aquesta hauria de fer-se efectiva per un grup de persones relativament petit però molt organitzat, en forma de conspiració secreta. Un cop assolit el poder de l'estat, aquesta elit podria introduir el socialisme o comunisme. Es considera, doncs, una forma de putschisme (putsch és una paraula alemanya que significa cop d'estat), és a dir, des del punt de vista que considera que la revolució hauria de prendre forma de cop d'estat. Rosa Luxemburg i Eduard Bernstein van criticar Vladimir Lenin dient que la seva concepció de la revolució era elitista i essencialment blanquista. El blanquisme no tenia en compte al proletariat ni l'acció directa per dur a terme la revolució. A seu torn, el Marxisme-leninisme és una ideologia política que combina el marxisme, el socialisme científic teoritzat per Karl Marx i Friedrich Engels, amb el Leninisme, una expansió del marxisme que inclou tamb l'antiimperialisme, el Centralisme democràtic i política de partits. Fou la ideologia oficial del Partit Comunista de la Unió Soviètica i del Comintern (1919–1943) i posteriorment fou la ideologia principal del trotskisme, maoisme i estalinisme.

### Sindicalisme
El sindicalisme és un tipus proposat de sistema econòmic, que es considera una proposta de substitució al capitalisme. Suggereix que treballadors, indústries, i organitzacions han de ser sistematitzades en conferedacions o sindicats, on tant la propietat com l'organització de la mateixa és gestionada pels treballadors. En relació al socialisme, rebutja el socialisme d'estat.
Alguns corrents marxistes van defensar el sindicalisme, com el DeLeonisme. Al seu torn, l'Anarcosindicalisme veu el sindicalisme com un mètode per que els treballadors recuperin poder en una societat capitalista. Un exemple és la CNT durant la Revolució espanyola de 1936 i la posterior Guerra Civil Espanyola. La International Workers' Association és una federació internacional de sindicats i iniciatives anarcosindicalistes. Actualment el sindicalisme es considera un moviment social que actua de manera organitzada i que té l'objectiu de millorar la qualitat de les condicions de vida dels treballadors. A Espanya el moviment sindical és legal i a més constitueix una de les bases de la vida social fins al punt que, per exemple, la Constitució Espanyola estableix la prohibició a l'exèrcit de manifestar opinions polítiques o sindicals.

### Socialdemocràcia i socialisme liberal

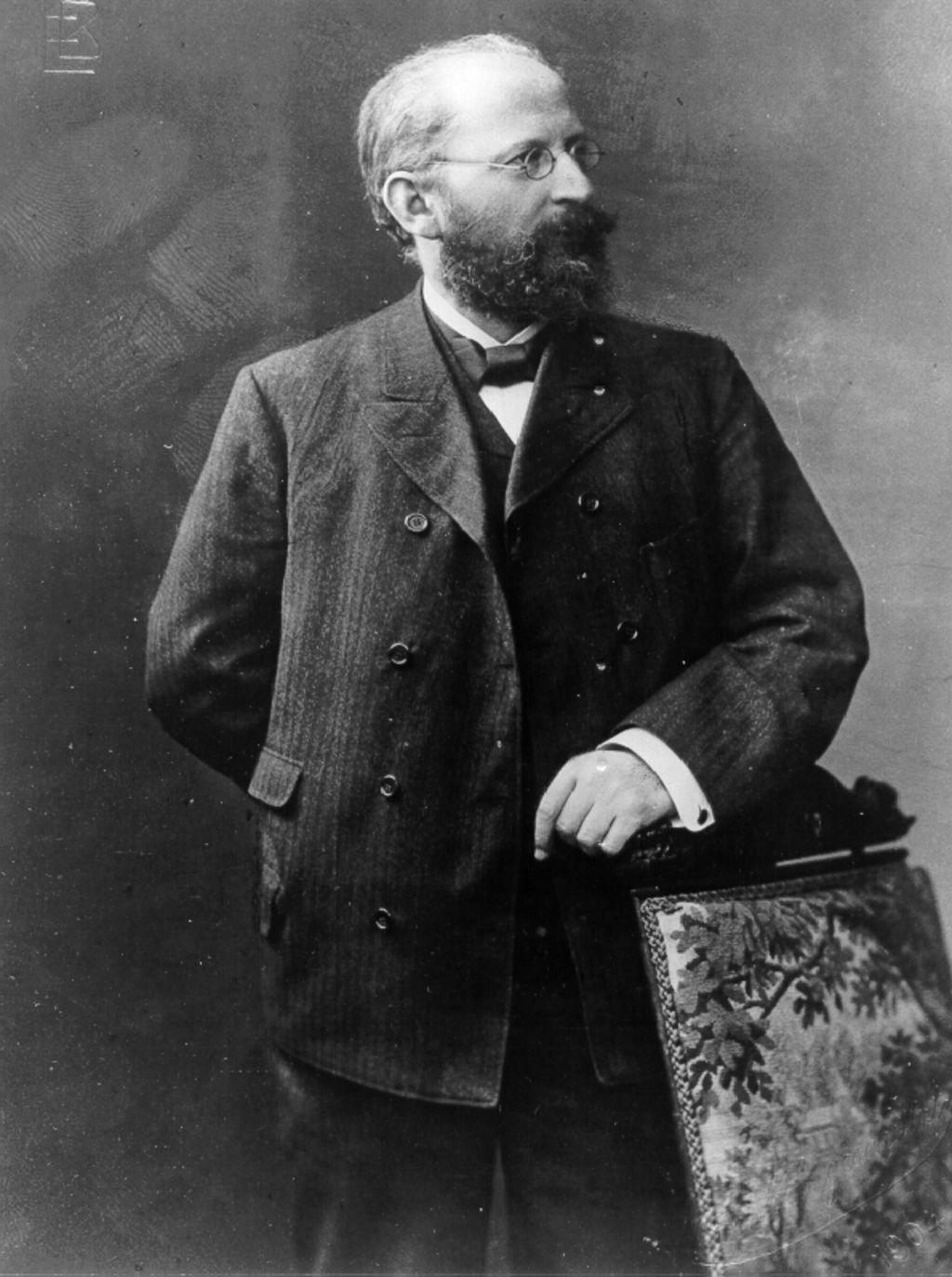
Eduard Bernstein

La Socialdemocràcia és una ideologia política que "és derivada d'una tradició socialista de pensament polític. Molts socialdemòcrates refereixen a ells com socialistes o socialistes democràtics, i alguns utilitzen aquests termes aleatòriament. Altres opinen que hi ha diferències clares entre els tres termes, i fan servir només el terme socialdemòcrates. Hi ha dues direccions principals, establir un socialisme democràtic o construir un estat del benestar dins del marc del sistema capitalista mitjançant reformisme i mètodes graduals. En la segona variant, la socialdemocràcia esdevé un règim polític que inclou l'estat del benestar, esquemes de negociació col·lectiva, suport als serveis públics i una economia capitalista basada en un sistema d'economia mixta. El terme es fa servir sovint per definir les polítiques econòmiques dutes a terme per l'Oest i el Nord d'Europa durant la segona meitat del segle xx. Ha sigut descrit per Jerry Mander com un hibrid entre economia, una col·laboració entre socialisme i capitalisme i tot i que el sistema no és perfecte permet arribar a uns estandards elevats de qualitat de vida. Diversos estudis i enquestes indiquen que la gent tendeix a viure millor en societats socialdemòcrates més que no pas en societats neoliberals.
Els socialdemòcrates defensen una transició pacífica i evolutiva cap el socialisme des d'una reforma progressista del capitalisme. Per ells, l'únic canvi constitucional acceptable és la democràcia representativa sota l'imperi de la llei. Defensa una economia mixta que s'oposi als excesos del capitalisme com la desigualtat social, la pobresa i l'opressió de diversos grups, i també rebutja tant el lliure mercat com l'economia planificada. Entre les polítiques socialdemòcrates sovint s'inclou la defensa dels drets socials universals com l'educació, la salut, dret a l'atur i d'altres com les cures de petits i grans. Sovint està connectada amb els sistemes de sindicats i defensa la negociació col·lectiva dels treballadors. Gran part dels partits socialdemòcrates estan afiliats a la Internacional Socialista.
El socialisme liberal és una filosofia política socialista que inclou principis del liberalisme. No té l'objectiu d'abolir el capitalisme amb una economia socialista, sinó que defensa una economia mixta que inclogui propietat pública i propietat privada. Tot i que el socialisme liberal afavoreix l'economia mixta, també identifica monopolis legals i artificials per culpa del capitalisme i s'oposa a una economia completament desregulada. Considera que tant la llibertat com igualtat social han de ser compatibles i han de dependre l'una de l'altre. Filòsofs com John Stuart Mill, Eduard Bernstein, John Dewey, Carlo Rosselli, Norberto Bobbio o Chantal Mouffe han defensat des d'un o altre punt de vista teories del socialisme liberal. Altres figures destacades serien Guido Calogero, Piero Gobetti, Leonard Trelawny Hobhouse, John Maynard Keynes i R. H. Tawney. El socialisme liberal ha sigut especialment prominent en la política britànica i la italiana.

### Socialisme democràtic
El socialisme democràtic és una ideologia de crítica social que s'usa per part de diversos moviments, tendències i organitzacions per aclarir que la seva posició i propòsit és tant el socialisme com la democràcia. Tot i que aquest terme s'utilitza sovint com a sinònim de socialdemocràcia és en realitat més àmplia, abastant diferents corrents.
Es pot argumentar que, com a concepte o objectiu polític, es remunta a François Babeuf -considerat un dels fundadors del socialisme- qui criticà als seus oponents: "No sembleu reunir al voltant vostre més que republicans, títol comú i molt equívoc: així, no prediqueu més que una república qualsevol. Nosaltres vam reunir tots els demòcrates i els plebeus, denominació que, sens dubte, adquireix un sentit més positiu: els nostres dogmes són la democràcia pura, la igualtat sense taca i sense reserva. "(Manifest dels Plebeus). Babeuf va ser un gran defensor de la Constitució de l'Any I la qual estava basada sobre la Declaració dels Drets de l'Home i del Ciutadà de 1789 però afegia alguns drets extra (com ara dret d'associació, treball, educació, assistència social, etc.) i establia constitucionalment el principi de la sobirania que emana de la voluntat popular.
El socialisme democràtic modern és un moviment polític ample que busca per promoure els ideals de socialisme dins del context d'un sistema democràtic. Alguns dels seus defensors suporten la socialdemocràcia com a mesura provisional per reformar el sistema actual, mentre altres refusen el reformisme a favor de mètodes més revolucionaris. El socialisme democràtic i la socialdemocràcia són àmpliament similars tant dins terminologia i dins ideologia, tot i que hi ha unes quantes diferències claus. Una de les diferències principals és l'objectiu de la seva política, mentre els demòcrates busquem un estat del benestar que humanitzi el capitalisme, els socialistes democràtics volen reemplaçar el capitalisme com a sistema econòmic, argumentant que la humanització del mateix mitjançant polítiques de benestar social distorsionaria el mercat i crearia contradiccions econòmiques.
El socialisme democràtic sovint es refereix a qualsevol moviment polític que cerqui establir una democràcia econòmica per i per als treballadors. És per tant difícil de definir i teòrics han fet definicions molt diferents del terme. Alguns simplement el defineixen com qualsevol forma de socialisme que segueixi un sistema de reforma progressiva mitjançant el vot i que no segueixi la via revolucionària.

### Socialisme llibertari

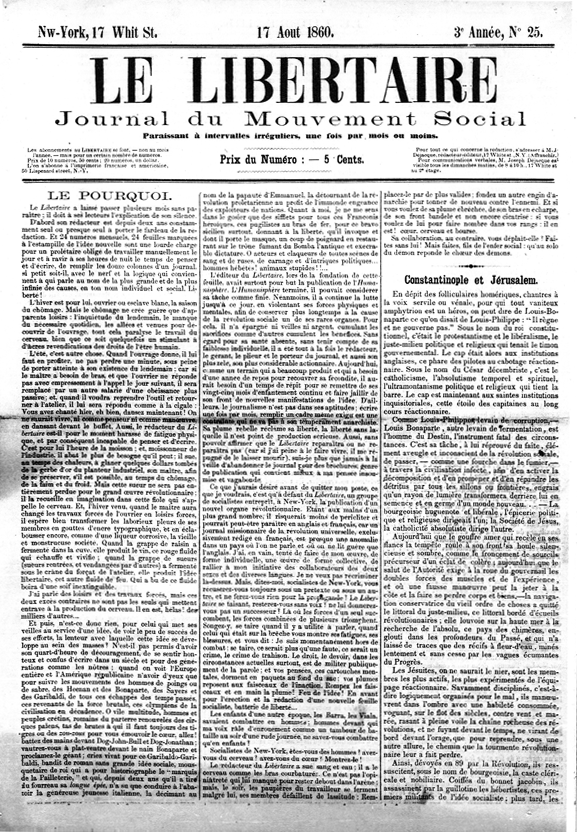
El primer diari anarquista a fer servir el terme llibertari fou Le Libertaire, Journal du Mouvement Social publicat a Nova York entre 1858 i 1961 per Joseph Déjacque,

El socialisme llibertari (de vegades anomenat Anarquisme social o llibertarisme d'esquerres) és un grup de filosofies polítiques antiautoritàries incloses dins del moviment socialista que reneguen del concepte d'estat centralitzat i del control de l'economia, Promouen l'autogestió del lloc de treball i una descentralització de les estructures d'organització política afirmant que una societat basada en la llibertat i la igualtat pot ser aconseguida abolint les institucions autoritàries que controlen els mitjans de producció i que subordinen a la majoria vers una elit governant en l'àmbit polític i econòmic. És una forma de socialisme que apunta a crear una societat basada en la descentralització política sense classes socials. El socialisme llibertari posseeix un concepte col·lectivista i igualitarista de la societat i advoca per la socialització dels mitjans de producció, mitjançant l'abolició de les institucions tals com el capitalisme o la propietat privada, amb la finalitat que el control directe dels mitjans de producció i els recursos siguin compartits per la societat en el seu conjunt. Com a tal, el socialisme llibertari es vol distingir tant del Leninisme/Bolxevisme com de la socialdemocràcia.
Dins del socialisme llibertari s'inclouen filosofies polítiques passades i actuals com l'anarquisme (especialment l'anarcocomunisme, l'Anarcocol·lectivisme, l'anarcosindicalisme i el mutualisme) així com el Moviment autònom, el Comunalisme, el Marxisme llibertari o fins i tot el Comunisme de consells, el Luxemburguisme; i algunes versions del socialisme utòpic i de l'anarquisme individualista.

### Socialisme marxista
El Socialisme marxista és un corrent ideològic que aplicà al camp del Socialisme clàssic les teories filosòfiques, polítiques i econòmiques de Karl Marx i Friedrich Engels per a la construcció d'una nova societat des dels seus fonaments. Era una doctrina que creia en la participació política de la classe obrera en partits. De la mateixa manera que la Burgesia tenia els seus partits, el proletariat havia de tenir també els seus. Tot i així, el Socialisme marxista no fou en un primer moment reformista, doctrina amb la qual era molt crític. Marx anomenà el corrent de Socialisme que estava forjant Socialisme científic. Pretenia marcar un abans i un després dins el pensament socialista, tot proposant el seu ideari com el més racional i veritablement científic, això és, inqüestionable i inevitable. Aquesta postura determinista i mecanicista fou una de les característiques més notables del Socialisme marxista i els seus derivats.

### Socialisme religiós
El socialisme cristià és un concepte ampli on es barreja el cristianisme amb les polítiques i teories econòmiques del socialisme. Existeixen diferents versions i interpretacions d'aquestes tendències, depenent de la versió de cristianisme professada i l'afiliació o no a alguna església cristiana. Alguns asseguren que el socialisme cristià prové des de la mateixa època de Jesús de Natzaret, indicant que aquest predicava i practicava la igualtat entre persones. Més endavant, asseguren, l'església que van formar els seus seguidors es va burocratitzar i va corrompre el missatge de Jesús, donant lloc a la crítica marxista que la religió és la utopia dels pobles. Les persones que segueixen aquesta interpretació pretenen reviure els principis de l'església primitiva i els ensenyaments de Jesús com una forma d'aconseguir l'ideal socialista i en alguns casos, com en el de l'escriptor rus Leo Tolstoi.
| «           | En molts aspectes el socialisme democràtic resultava i resulta proper a la doctrina social catòlica. En tot cas, ha contribuït notablement a la formació d'una consciència social. | » |
| — Benet XVI | |   |

El socialisme islàmic és un terme definit per diversos líders musulmans per descriure una forma espiritual de socialisme. Els socialistes islàmics creuen que les paraules de l'Alcorà i de Muhammad són compatibles amb els principis d'igualtat social o propietat pública. També tenen relació amb l'antiimperialisme i l'anticolonialisme.

### Socialisme i moviments socials

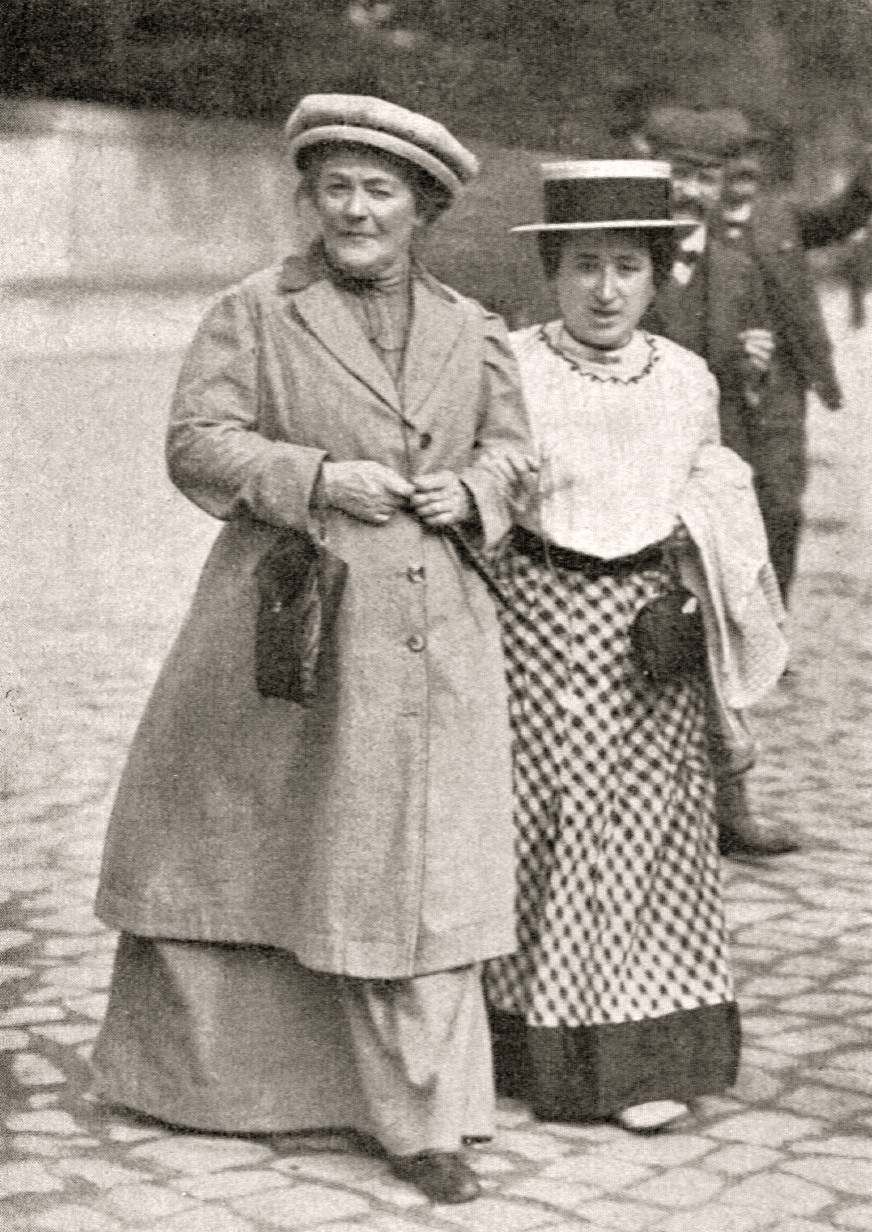
Clara Zetkin i Rosa Luxemburg, 1910

El Feminisme socialista és una branca del feminisme que s'ocupa de l'esfera pública i privada de les dones i argumenta que l'alliberament de la dona només pot ser assolit abolint les formes d'opressió cap a les dones tant econòmiques com culturals. El marxisme feminista va ser definit pel mateix Friedrich Engels al seu anàlisi de l'opressió del gènere The Origin of the Family, Private Property, and the State (1884).
Al pas del segle xix al segle xx, tant Clara Zetkin com Eleanor Marx es mostraven en contra de la demonització dels homes i defensaven la revolució proletària que vindria amb la igualtat dels homes i dones. Com que el seu moviment incloia les demandes més radicals en igualtat de gènere, moltes líders marxistes, incloent Clara Zetkin i Alexandra Kollontai, van contraposar el marxisme al Feminisme liberal en comptes d'intentar combinar-ho amb aquest. L'Anarcofeminisme va començar vers la fi del segle xix i va comptar amb teòriques com Emma Goldman i Voltairine de Cleyre Durant la Guerra Civil Espanyola, un grup de dones anarcofeministes, Mujeres Libres es van relacionar amb la Federación Anarquista Ibérica, i es van organitzar per defensar l'ideari anarquista i feminista. El 1972, el Chicago Women's Liberation Union va publicar Socialist Feminism: A Strategy for the Women's Movement, que és considerat el primer a fer servir el terme feminisme socialista com a tal en una publicació.

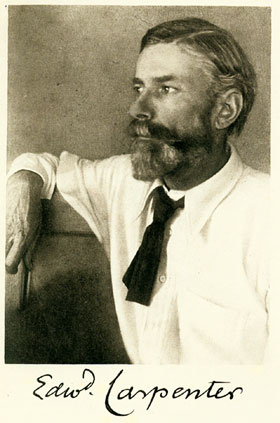
Edward Carpenter, filòsof i activista que va ser bàsic per la fundació de la Fabian Society, així com un referent dels moviments LGBTI occidentals

Molts socialistes van ser defensors dels drets dels col·lectius LGBT. Per Charles Fourier, la llibertat només podia arribar sense suprimir les passions. Fourier reconeixia que els homes i dones tenien un ampli rang de preferències i necessitats sexuals a les seves vides, incloent sexe amb persones del mateix gènere. A l'obra d'Oscar Wilde The Soul of Man Under Socialism, l'escriptor defensa una societat igualitària on la riquesa és compartida, i amenaça dels riscos de la individualitat. Defensava un model de socialisme llibertari, tal com ho van fer altres personatges de la seva època com Edward Carpenter.The Intermediate Sex: A Study of Some Transitional Types of Men and Women fou un llibre de 1908 i una de les primeres obres de l'alliberament gay, escrita per Edward Carpenter Després de la revolució Russa, sota el lideratge de Lenin i Trotsky, la Unió Soviètica va abolir les lleis existents contra l'homosexualitat. Harry Hay fou un defensor estatunidenc dels drets LGBT així com un membre del Partit Comunista dels Estats Units.
L'ecosocialisme, el socialisme verd o l'ecologia socialista és una posició política que fusiona aspectes del Marxisme, el socialisme i/o el socialisme llibertari amb la política verda, l'ecologia i alterglobalització. Els ecosocialistes sovint defensen que l'expansió del capitalisme causa exclusió social, provesa, guerra i degradació ambiental, mitjançant la globalització i l'imperialisme, sota la supervisió d'estats repressius i estructures transnacionals. Alguns ambientalistes critiquen Marx i els socialistes de voler dominar la natura, però els ecosocialistes el defensen dient que fou dels primes que defensà una visió global de l'ecologia. Autors com John Bellamy Foster i Paul Burkett, apunten que a la discussió sobre l'esquerda metabòlica entre home i natura, Marx defensava que "la propietat privada del planeta en un temps es veuria igual d'absurda que la propietat privada d'un humà sobre un altre". Un dels principals teòrics de l'eco-socialisme és William Morris. L'Ecoanarquisme és una corrent dins de l'anarquisme que posa un especial èmfasi en els temes mediambientals. La teoria ecoanarquista és aquella que estén la ideologia anarquista més enllà de la crítica de les interaccions humanes, i inclou també una crítica a les interaccions entre humans i no humans. Aquesta teoria sol culminar en una praxi anarquista revolucionària que no es dedica merament a l'alliberament humà, sinó que inclou una certa forma d'alliberament no-humà, i que té per objectiu d'aconseguir una societat anarquista sostenible des d'un punt de vista mediambiental. D'entre les primeres influències del moviment, destaquen Henry David Thoreau (i el seu llibre Walden), Lev Tolstoi i Élisée Reclus. Al segle xix tamb va sorgir l'anarconaturisme, una fusió de l'anarquisme amb les filosofies naturistes, que va tenir certa difusió a França, Cuba, Espanya i Portugal.
L'ecologia social és un corrent filosòfic creat pel geògraf anarquista Elisée Reclus vers la fi del segle xix i reapropiada pel filòsof Murray Bookchin en la dècada de 1960, influenciat per Peter Kropotkin. Els seus textos incorporaven l'ecologia dins dels àmbits de lluita de les polítiques radicals, Poc després Barry Commoner recomanava posar models de límits de creixement (The Limits to Growth) per a gestionar la degradació ambiental i una eventual superpoblació humana. informe Publicat pel Massachusetts Institute of Technology (MIT) el 1972, The Limits to Growthva ser una de les primeres publicacions que va posar en dubte el mite del creixement econòmic. Fou la primera simulació que va combinar el creixement de la població quasi infinit amb les primeres matèries finites.

## Política socialista contemporània

### Àfrica
El socialisme africà es particularitza en una creença en el compartiment dels recursos econòmics en una "tradicional comuna" africana, a diferència del clàssic socialisme. Ha estat i continua sent una ideologia important al voltant del continent. Julius Nyerere es va inspirar en ideals de la Societat fabiana. Va ser un ferm defensor de les tradicions rurals africanes i de l'ujamaa, un sistema de col·lectivització que, segons Nyerere, ja existia abans de l'època de l'imperialisme europeu. En essència, creia que els africans ja eren socialistes. Altres socialistes africans inclouen Jomo Kenyatta, Kenneth Kaunda, Nelson Mandela i Kwame Nkrumah, tot i que les definicions i les interpretacions d'aquest terme varia considerablement en funció de les persones que el defensen. Fela Kuti es va inspirar en el socialisme i va demanar una república africana democràtica. A Sud-àfrica, el Congrés Nacional Africà (ANC) va abandonar les seves lleialtats socialistes parcials després de prendre el poder i va seguir una ruta neoliberal estàndard. Des del 2005 fins al 2007, el país va ser víctima de milers de protestes de comunitats pobres. Una d'elles va donar lloc a un moviment massiu d'habitants de barraca, Abahlali baseMjónolo que malgrat la gran repressió policial segueix treballant per a la planificació de la població popular i contra la creació d'una economia de mercat en la terra i l'habitatge.

### Àsia

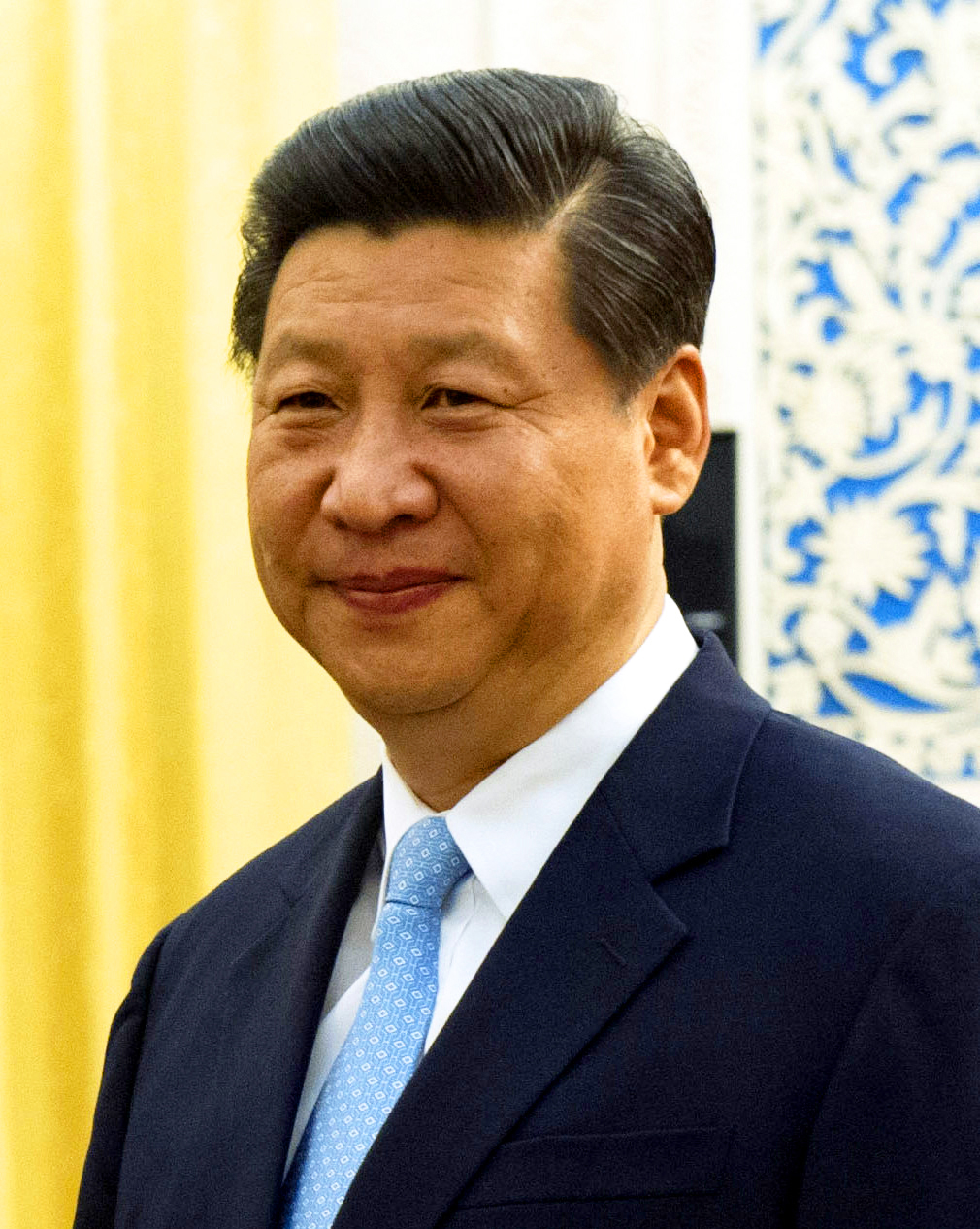
Xi Jinping, actual secretari general del Partit Comunista Xinès

A l'Àsia, els estats amb economies socialistes -com la República Popular de la Xina, Corea del Nord, Laos i el Vietnam- s'han allunyat molt de la planificació econòmica centralitzada del segle xxi, fent més èmfasi en els mercats. Les formes inclouen l'economia de mercat socialista xinesa i l'economia de mercat orientada vietnamita. Sota el control de Deng Xiaoping, el lideratge de la Xina va embarcar a un programa de reformes basades en la idea de Mikhaïl Gorbatxov. Utilitzen models de gestió corporatius en comparació amb la modelització de l'empresa socialista en els estils de gestió tradicionals emprats per les agències governamentals. A la Xina, els estàndards de vida van continuar millorant ràpidament a pesar de la recessió de la fi de la dècada de 2000, però el control polític centralitzat es va mantenir ferm.
Brian Reynolds Myers al seu llibre The Cleanest Race, recolzat per altres acadèmics, desdiu que el Juche sigui la ideologia més popular de Corea del Nord, pel que fa a l'exaltació pública com a intenció d'enganyar als estrangers i que existeix per ser elogiada i no realment, assenyalant que la Constitució de Corea del Nord de 2009 omet qualsevol menció al terme comunisme.
Encara que l'autoritat de l'estat es va mantenir intacte sota el Đổi Mới, el govern de Vietnam encoratja la propietat privada de les explotacions i fàbriques, la desregulació econòmica i la inversió estrangera, mantenint el control sobre les indústries estratègiques. L'economia vietnamita va aconseguir un fort creixement en la producció agrícola i industrial, la construcció, les exportacions i la inversió estrangera. Tanmateix, aquestes reformes també han provocat un augment de la desigualtat dels ingressos i disparitats de gènere.
A la resta d'Àsia, alguns partits socialistes i partits comunistes elegits continuen sent destacats, especialment a l'Índia i el Nepal. El Partit Comunista de Nepal en particular fomenta la democràcia multipartidista, la igualtat social i la prosperitat econòmica. A Singapur, la majoria del Producte interior Brut encara es genera a partir del sector estatal que comprèn empreses vinculades al govern. Al Japó, hi ha hagut un ressorgiment de l'interès pel Partit Comunista Japonés entre els empleats i els més joves. A Malàisia, el Partit Socialista de Malàisia va assolir un representant al Parlament, Michael Jeyakumar Devaraj, després de les eleccions de 2008. El 2010, hi havia 270 kibbutz a Israel. Les seves fàbriques i granges col·lectives suposen el 9% de la producció industrial del país. Alguns kibbutzim també han desenvolupat importants indústries d'alta tecnologia i militars. També el 2010, Kibbutz Sasa, amb uns 200 membres, va generar $ 850 milions en ingressos anuals de la indústria militar o de plàstics.
| «            | Tots els imperialistes són tigres de paper, semblen poderosos però en realitat no ho són tant, és el poble el que és realment poderós. | » |
| — Mao Zedong | |   |

### Amèrica del nord
Hi ha poca tradició socialista a Amèrica del Nord. Als Estats Units, els partits socialistes van assolir el seu major èxit al principi del segle xx, però actualment organitzacions i partits actius inclouen majoritàriament el Socialistes Democràtics d'Amèrica, l'últim tenint aproximadament 10.000 membres. Per contra, al Canadà el partit socialista obté 37 representants de 307. Destaquen ciutats com Milwaukee, que ha tingut diversos alcaldes socialistes (Frank Zeidler, Emil Seidel i Daniel Hoan). Actualment el major defensor d'un projecte d'inspiració socialista és Bernie Sanders de Vermont. Sanders defensa el Model escandinau. El 2016 va presentar-se com a candidat a la Presidència dels Estats Units, però va perdre davant Hillary Clinton. Per altra banda, moviments com l'anti-capitalisme, l'anarquisme o l'antiglobalització sí que tenen més arrelament al territori, inspirats per teòrics com Noam Chomsky. Al Canadà, la Co-operative Commonwealth Federation (CCF), precursora del partit socialdemòcrata New Democratic Party (NDP), va tenir cert èxit en política regional. El 1944, el CCF de Saskatchewan va formar el primer govern socialista a Amèrica del Nord. A nivell federal, el NDP era l'Oposició Oficial, entre 2011 i 2015.

### Amèrica del sud
Per l'Encyclopædia Britannica,l'intent de Salvador Allende per unir marxistes i altres reformistes en una reconstrucció socialista de Xile és el fet més representatiu de la direcció que els socialistes llatinoamericans han agafat d'ençà el segle xx tardà. Des de llavors, diversos socialistes - o persones que recolzen certa idea de socialisme- han seguit l'exemple i han aconseguit la presidència en diversos països Llatinoamericans.
El President veneçolà Hugo Chávez i posteriorment Nicolás Maduro, el president nicaragüenc Daniel Ortega, el president bolivià Evo Morales, i el president Equatorià Rafael Correa s'han referit als seus programes polítics com a socialisme del segle XXI. A més, el socialisme governa o ha governat durant la darrera dècada al Brasil, Argentina, Uruguai i té una gran importància a Xile. El terme Marea rosa és utilitzat en anàlisi política contemporània i pels mitjans de comunicació per descriure la percepció que la ideologia d'esquerres és cada cop més influent a Llatinoamèrica.
El Fòrum de São Paulo és una conferència de partits polítics d'esquerres i altres organitzacions de Llatinoamèrica i el Carib. Promogut pel Partit dels Treballadors del Brasil el 1990 a São Paulo. Fou creat amb l'objectiu de debatre l'escenari internacional després de la caiguda del Mur de Berlín i les conseqüències de la implementació d'un model de polítiques neoliberals. L'objectiu del Fòrum és debatre i argumentar alternatives al neoliberalisme. Entre els seus membres es troben els partits Movimiento al Socialismo (Bolívia), Partido dos Trabalhadores (Brasil), el Partit Comunista de Cuba, l'Alianza País de l'Equador, el Partit Socialista Unit de Veneçuela, el Partit Socialista de Xile, el Front Ampli de l'Uruguai, el Front Sandinista d'Alliberament Nacional de Nicaragua i el Frente Farabundo Martí para la Liberación Nacional del Salvador.

### Europa

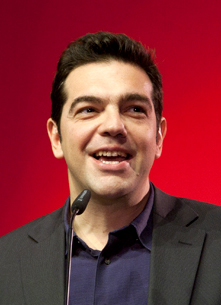
Alexis Tsipras, fou el Primer Ministre de Grècia que va liderar la victria de la Coalició de l'Esquerra Radical (SYRIZA) a les eleccions gregues de 2015

Les Nacions Unides, a l'Informe de Felicitat Mundial de 2013, van mostrar que les nacions més felices són concentrades en Europa del nord, on el Model escandinau de democràcia social és emprat, amb Dinamarca que corona la llista. S'atribueix a l'aplicació del model a la regió. Aquests països són els que tenen el PIB per capita més alt d'Europa, amb l'esperança de vida més elevada i els nivells de corrupció més baixos.
A nivell europeu, el partit autoanomenat socialista més gran és el Partit Socialista Europeu. A l'esquerra quedaria el Partit de l'Esquerra Europea, d'ideologia comunista i socialista i que és de fet una associació de partits que promouen el Socialisme democràtic. Els seus diputats formen part del grup Esquerra Unitària Europea/Esquerra Verda Nòrdica al Parlament Europeu.
Al final de la dècada dels 2000, diversos partits d'inspiració socialista van veure incrementada la seva representació a les cambres, probablement a causa de la crisi financera de 2008. El partit L'Esquerra d'Alemanya va créixer en popularitat fins a arribar al quart partit en nombre de representants al Parlament alemany. El candidat comunista Dimitris Christofias va guanyar les eleccions a Xipre. A Irlanda Joe Higgins del Partit Socialista va arribar a ocupar un dels tres seients del Parlament Europeu. A Dinamarca, el Partit Popular Socialista va doblar la seva representació parlamentària, arribant a formar govern el 2011 en coalició amb altres partits d'esquerres. A Noruega, una coalició socialista-ecologista va governar el país entre 2005 i 2013. A França el partit d'Olivier Besancenot va doblar la representació en vots, però no va passar del 4%. Posteriorment el partit es desintegraria i es va crear el Nou Partit Anticapitalista, d'extrema esquerra.
Destaca el cas de Grècia, on la Coalició de l'Esquerra Radical representada per Alexis Tsipras va guanyar les eleccions legislatives mentre el Partit Comunista Grec arribava a tenir 15 seients al seu parlament. SYRIZA ha sigut definida com un partit anti-establishment, A Espanya Podemos es va presentar com a candidatura socialista o d'esquerres a les Eleccions al Parlament Europeu de 2014 però des de llavors ha moderat molt el seu discurs polític i fins i tot el seu líder Pablo Iglesias va dir que el seu partit no era "ni d'esquerres ni de dretes".
Als Països Catalans, la Candidatura d'Unitat Popular s'autodefineix com a socialista i feminista. Després d'un període de municipalisme, van presentar-se per primera vegada a les Eleccions al Parlament de Catalunya de 2012, on van obtenir 3 diputats (126.000 vots). En el seu programa, la CUP incloïa punts de caràcter socialista com la nacionalització de la banca, la redistribució de la riquesa i la socialització de recursos naturals bàsics com l'aigua i l'energia, a més de recollir el dret a l'autodeterminació dels Països Catalans i l'alliberament de gènere.

### Oceania
Al Parlament de la Mancomunitat d'Austràlia els diputats verds obtenen un 1% del total dels vots, que s'eleva al 3% quan es tracta del senat.A Nova Zelanda, per contra, el Partit Verd obté fins a l'11,06% dels vots en les darreres eleccions. El Partit Maori obté també representació aconseguint l'1,43%.

## Crítiques
Els economistes liberals, defensors de les llibertats capitalistes i alguns liberals clàssics consideren la propietat privada dels mitjans de producció i l'intercanvi de mercat com els fenòmens naturals i/o morals, que són fonamentals per a la seva concepció de la llibertat i, per tant, perceben la propietat pública dels mitjans de la producció, les cooperatives i la planificació econòmica com a infraccions de la llibertat. Algunes de les principals crítiques al socialisme es distorsionen en absència d'indicadors dels preus, la reducció dels incentius, la davallada de la prosperitat, la viabilitat, i els seus efectes socials i polítics.
Els crítics de l'escola neoclàssica de l'economia critiquen la propietat estatal i la centralització del capital sobre la base que hi ha una falta d'incentius a les institucions de l'Estat per actuar sobre la informació tan eficientment com les empreses capitalistes fan perquè no tenen restriccions pressupostàries, fet que resulta en una reducció global econòmica benestar per a la societat. Els economistes de l'escola austríaca consideren que els sistemes socialistes sobre la base de la planificació econòmica són inviables perquè no tenen la informació per realitzar el càlcul econòmic en el primer lloc, a causa de la manca de senyals de preus i un sistema de preus lliures, que argumenten són necessaris per al càlcul econòmic racional.